# Caseosaurus
Caseosaurus là một chi khủng long, được Hunt S. Lucas Heckert R. Sullivan & Lockley mô tả khoa học năm 1998.